# Pinna Nesbit
Pour les articles homonymes, voir Nesbit.
Pinna Nesbit, née le 26 novembre 1896 à Halifax en Nouvelle-Écosse (Canada), et morte le 31 mars 1950 à Santa Barbara, en Californie, est une actrice canadienne du cinéma muet. 

## Biographie
Pinna Nesbit était la fille du capitaine William A. Nesbit, un officier de l'armée britannique en poste à Toronto, au Canada. 
Elle s'est mariée trois fois et a eu une liaison avec le roi Édouard VIII , alors qu'il était prince de Galles.  Son premier mari, Harley Knoles, a réalisé plusieurs des films où elle apparaît. 
Nesbit était mariée à Freddie Cruger au moment de sa liaison avec le prince de Galles. Plus tard, elle s'est mariée avec John Gaston. 

## Filmographie
- 1917 : The Price of Pride de Harley Knoles : 	Madge Endicott Black
- 1917 : The Good for Nothing de Carlyle Blackwell : Clarice Laverne
- 1917 : The Stolen Paradise de Harley Knoles : Katharine Lambert
- 1917 : Rasputin, the Black Monk de Arthur Ashley : la Princesse Sonia
- 1917 : The Page Mystery (en) de Harley Knoles : Laura Le Moyle
- 1917 : The False Friend (en) de Harry Davenport : Marietta
- 1917 : The Corner Grocer (en) de George Cowl : Stella
- 1917 : The Little Duchess (en) de Harley Knoles : Evelyn Carmichael
- 1917 : Beloved Adventuress (en) de William A. Brady, George Cowl et Edmund Lawrence : Martha Grant
- 1918 : The Beautiful Mrs. Reynolds de Arthur Ashley : Mrs. Alexander Hamilton
- 1918 : A Soul Without Windows de Travers Vale : Faith Palmer
- 1918 : Merely Players de Oscar Apfel : Maude Foster
- 1918 : Let's Get a Divorce (en) de Charles Giblyn : Yvonne de Prunelles
- 1918 : Broken Ties de Arthur Ashley : Corinne La Force
- 1918 : The Whims of Society de Travers Vale : Eleanor Van Schuyler
- 1919 : Bolshevism on Trial de Harley Knoles : Barbara Bozenta
- 1920 : Les Compagnons de la nuit (Partners of the Night) de Paul Scardon : Mary Regan